# Sanchezia cyathibractea
Sanchezia cyathibractea là một loài thực vật có hoa trong họ Ô rô. Loài này được Mildbr. miêu tả khoa học đầu tiên năm 1925.